# Bill English
 For alternative betydninger, se Bill English (flertydig). (Se også artikler, som begynder med Bill English)
Simon William "Bill" English (født 30. december 1961) er en politiker fra New Zealand, der var New Zealands premierminister fra den 12. december 2016 til den 19. oktober 2017. Han repræsenterede New Zealand National Party.